# Gastone Nencini
Gastone Nencini (1. března 1930, Barberino di Mugello – 1. února 1980, Florencie) byl italský cyklista. Jeho největším úspěchem bylo celkové vítězství na Tour de France v roce 1960 a na Giro d'Italia v roce 1957. Jeho silnou stránkou byly vrchařské etapy a sjezdy z kopců - na Tour de France 1957 získal puntíkovaný trikot pro vrchařského krále, nejlepším v této disciplíně byl ve stejném roce i na Giru, kde se mu vůbec dařilo nejvíce ze všech závodů Grand Tour - roku 1960 byl celkově druhý, v roce 1955 třetí. Jezdil za týmy Legnano–Pirelli (1953–1954), Leo–Chlorodont (1955–1958), Carpano (1959–1960), Ignis (1961–1962) a Springoil–Fuchs (1963–1965). V amatérském sportu získal stříbro na mistrovství světa roku 1953. Měl přezdívku "Il Leone del Mugello" (Lev z Mugella).